# Operettentheater Budapest

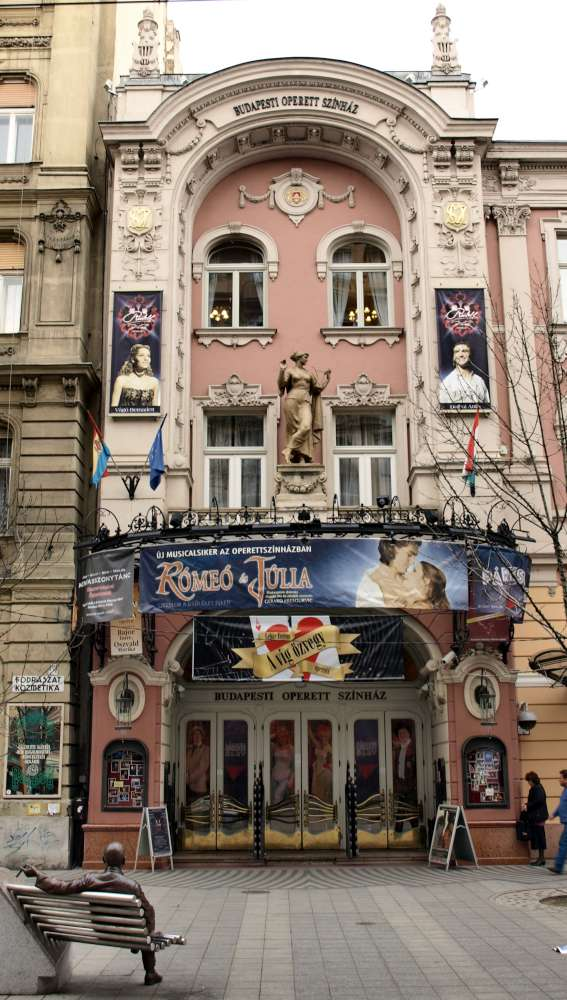
Operettentheater Budapest

Das Operettentheater Budapest (zunächst auch Orfeum Somossy, Hauptstädtisches Operettentheater bzw. Fővárosi Operettszínház) ist eine Musiktheaterinstitution in der ungarischen Hauptstadt Budapest, im Stadtteil Terézváros.

## Geschichte

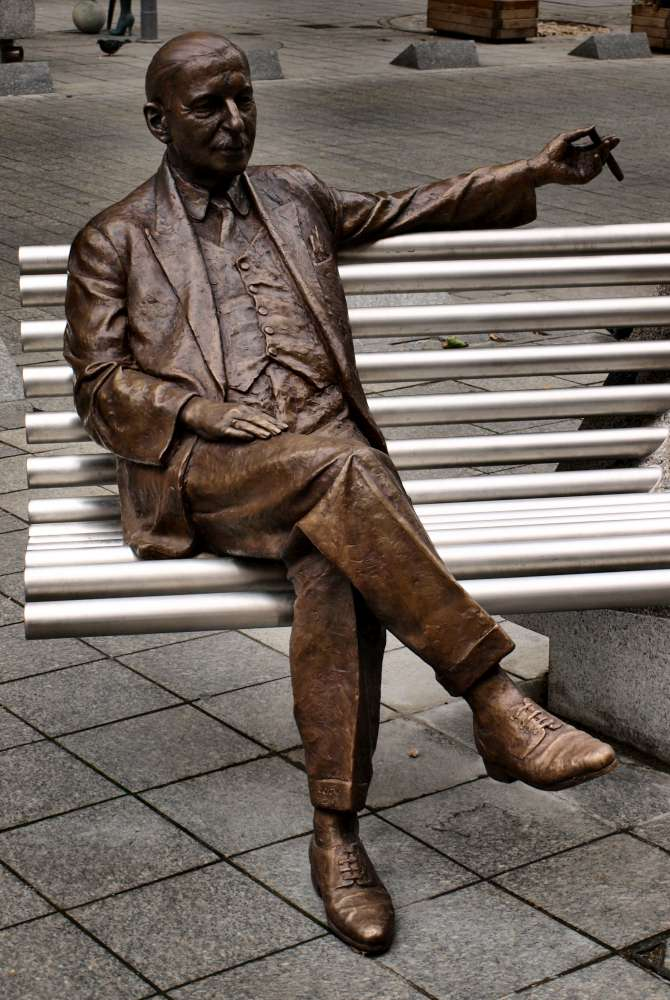
Emmerich Kálmán

In dem 1894 nach einem Entwurf von Fellner und Helmer erbauten Haus Orfeum Somossy gab es zunächst Varieté sowie weitere Unterhaltungsdarbietungen, 1922 wurde es jedoch zum Theater umgebaut und später darin das Hauptstädtische Operettentheater (ungar. Fővárosi Operettszínház) untergebracht, einem weiteren Unterhaltungstheater neben dem Vígszínház, in dem u. a. eine Reihe Operetten von Emerich Kálmán uraufgeführt worden waren.
Seit den 1960er Jahren haben sich die Darbietungen auch auf Musicals erweitert, wie My Fair Lady (Frederick Loewe), Hello Dolly! (Jerry Herman), West Side Story (Leonard Bernstein), Der Fiedler auf dem Dach (Jerry Bock) und Funny Girl (Jule Styne).
1966 wurde das Gebäude komplett umgebaut, 2001 fand dann ein weiterer Umbau statt.

## Gebäude

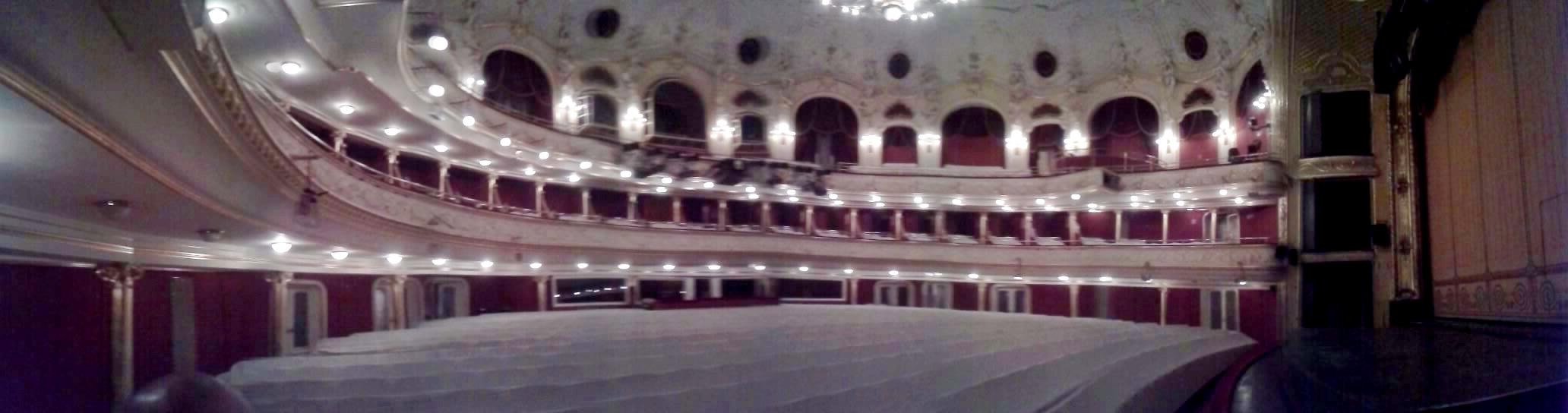
Zuschauerraum des Operettentheaters Budapest (Budapesti Operettszinhaz)

Das Theater verfügt über 901 Sitzplätze. Derzeit gibt es 500 Aufführungen pro Jahr, 2006/07 sahen 401 079 Menschen die Darbietungen.
Das Ensemble tritt oft im Ausland auf, zum Beispiel in Japan, den USA, Wien, Prag.

## Uraufführungen (Auswahl)
- Paul Abraham: Viktoria und ihr Husar (1930)